# Schwarze Laber
La Schwarze Laber est une rivière allemande de 67 km de long qui coule dans le land de Bavière. Elle est un affluent en rive gauche du Danube dans lequel elle se jette au niveau de la ville de Sinzing.